# Frumoasa, Bacău
Frumoasa (în maghiară Frumósza, Szépfalu) este un sat în comuna Balcani din județul Bacău, Moldova, România.